# Cryptoportique

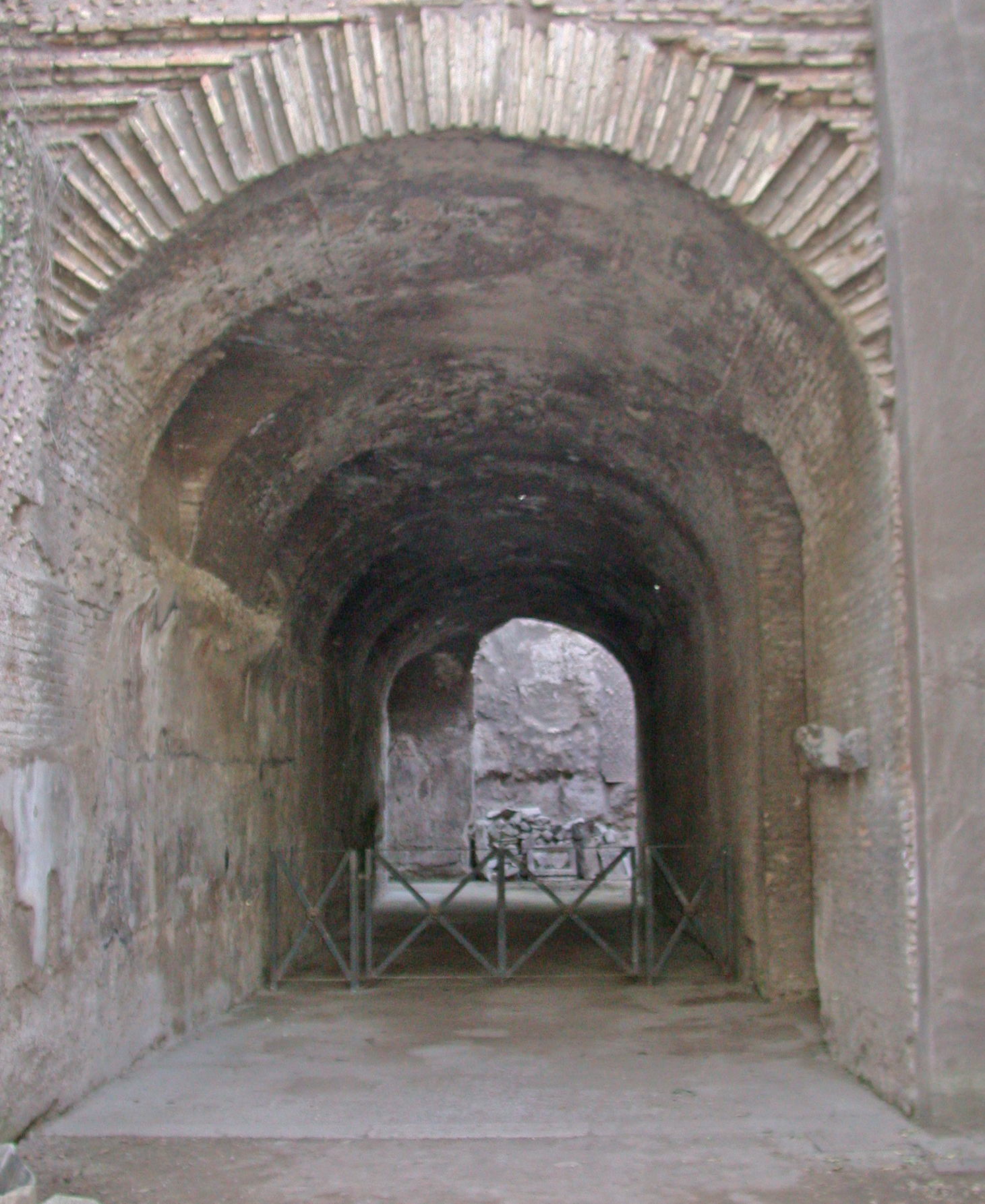
Cryptoportique de Néron, souterrain du palais impérial (Rome).

Un cryptoportique est une galerie destinée à la circulation ou au stockage et intégrée dans un complexe bâti plus vaste, en usage dans l'antiquité romaine.
Le terme cryptoporticus est un néologisme latin forgé sur les termes grecs portique et cruptos (caché). On peut différencier deux formes de cryptoportique, l'une intégrée dans les villas romaines, l'autre purement utilitaire.

## Le cryptoportique domestique

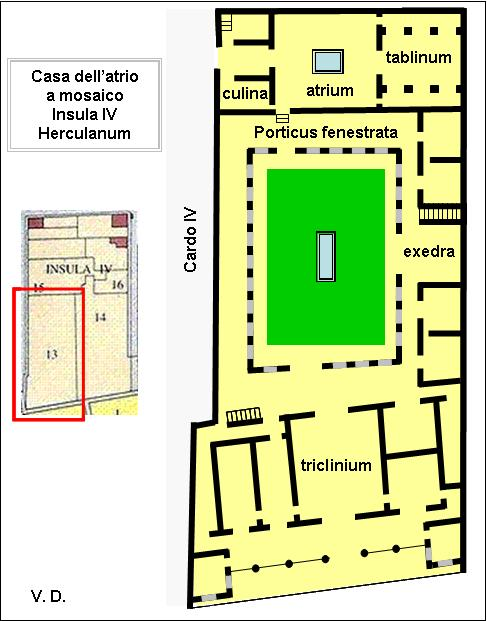
Plan de la maison de l'Atrium en mosaïque, avec un jardin entouré d'un cryptoportique.

Ce cryptoportique remplace le portique à colonnes hellénistique, dont il garde le plan d'ensemble encadrant une cour ou un jardin, mais dont les espaces entre colonnes sont fermés par un mur, ou remplacés par un mur percé de fenêtres.
Pline le Jeune dans quatre de ses Lettres a décrit les cryptoportiques de ses villas de Larentinum, à 25 km de Rome, et de Toscane. Celui de la villa de Laurentium avait des fenêtres de part et d'autre, s'ouvrant sur la mer ou sur le jardin intérieur. En Toscane, sa villa en possédait deux, un surélevé et l'autre semi-souterrain, pour garder une certaine fraîcheur. Tous offraient une belle vue et protégeaient de l'ardeur du soleil. En ouvrant ou fermant les fenêtres d'un côté ou de l'autre, selon la saison et le temps qu'il faisant, on profitait d'une brise agréable, ou on se protégeait des vents hivernaux.
Sur le site d'Herculanum, deux grandes maisons ont été découvertes disposant de cryptoportiques conformes aux descriptions de Pline : la maison à l'atrium en mosaïque et la maison des Cerfs. Le cryptoportique de la maison des Cerfs entourant un jardin constituait un couloir unissant les appartements nord et sud de la maison, et servait de promenade intérieure luxueusement décorée de tableaux. La section sud desservait d'un côté un triclinium et des salons, et de l'autre s'ouvrait sur la terrasse donnant sur la mer.

## Le cryptoportique architectonique  oucrypta

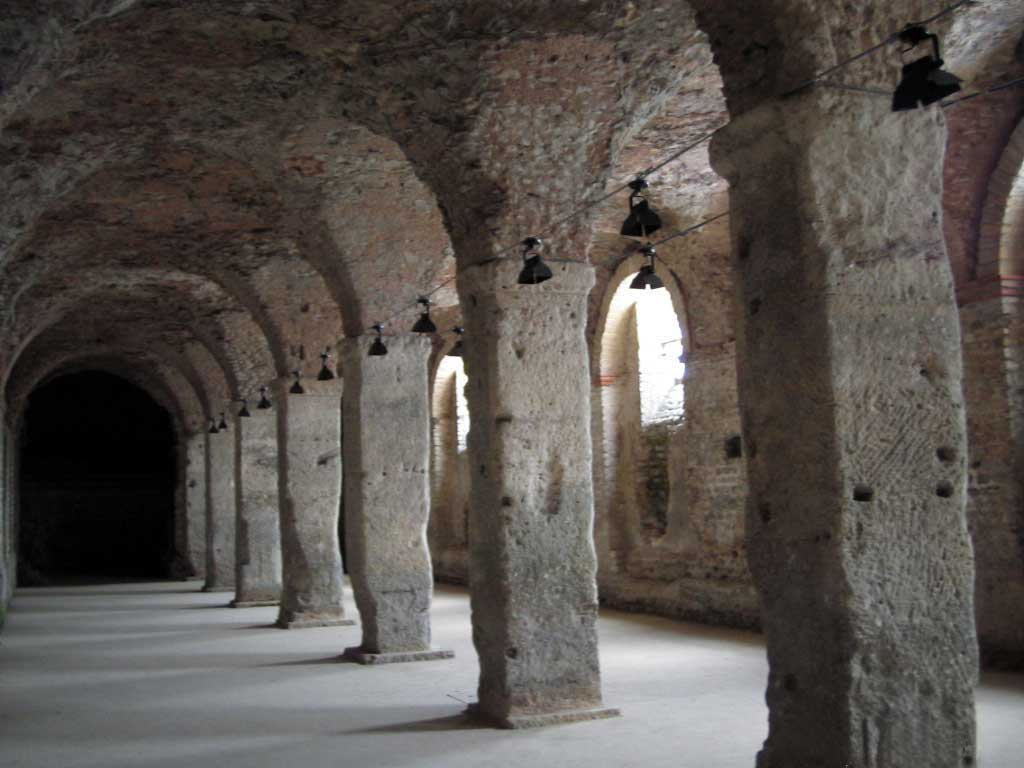
Cryptoportique (Reims).

Dans ce cas, le cryptoportique est un couloir voûté souterrain, généralement implanté pour soutenir un bâtiment ou pour compenser des dénivellations de terrain d'un monument, comme on peut le constater dans les forums des provinces romaines, à partir du Haut Empire (Ier et IIe siècles apr. J.-C.).
En dehors de son utilité purement architectonique, le cryptoportique pouvait servir aux usages les plus divers mettant à profit son obscurité et sa fraîcheur :
- ajouré par des soupiraux sur ses côtés pour assurer un certain éclairement et décoré, il servait de promenade couverte aux heures chaudes ;
- réserve assurant la protection de certaines denrées périssables tel que la viande ou le blé par exemple (horreum).

Toutefois, face aux vestiges actuels d'un site donné, il est souvent difficile d'identifier un de ces usages de façon certaine.

## Exemples de cryptoportique romain
Les archéologues ont cru pendant un temps que les cryptoportiques étaient une spécificité gallo-romaine, vu les exemples d'Arles, de Reims et de Bavay, mais d'autres exemples, quoique moins bien conservés, ont été découverts dans les villes de l'Occident romain.

### France
- Les cryptoportiques sous la ville de Vienne ont une superficie considérable et peuvent se visiter.
- Le cryptoportique du forum antique de Bavay soutenait la partie occidentale du forum, large de 95 mètres. Sa construction en moellons alternés par des assises en briques est restée sous forme de vestiges bien conservés[3].
- Le cryptoportique du forum d'Arles comporte trois sections en U à deux nefs de 8,5 mètres de large, soutenues par des piliers construits en grand appareil. Il compensait la dénivellation du terrain et soutenait le portique qui bordait le forum[3].
- Le cryptoportique de Reims est en trois sections à deux nefs soutenues par des colonnes de pierres de section carrée, il présente un revêtement intérieur peint[3].

### Italie
- Cryptoportiques de la maison de l'atrium en mosaïque et de la maison des Cerfs à Herculanum
- Cryptoportique du forum romain d'Aoste
- Temple-cryptoportique dédié à la Salus Augusta
- Cryptoportique des grottes de Catulle à Sirmione
- Cryptoportique de Santi Quaranta à Bénévent

### Portugal
- Cryptoportique d'Aeminium, à Coimbra
- Cryptoportique d'Olissipo, à Lisbonne